# پینتشین (ناحیه پروستییوف)
پینتشین (به چکی: Pěnčín) یک منطقهٔ مسکونی در جمهوری چک است که در ناحیه پروستییوو واقع شده‌است. پینتشین ۵٫۳۲ کیلومتر مربع مساحت و ۷۶۱ نفر جمعیت دارد و ۳۳۴ متر بالاتر از سطح دریا واقع شده‌است.